# Jerry Schatzberg
Jerry Schatzberg, né le 26 juin 1927 à New York, est un photographe, réalisateur et scénariste américain.

## Biographie
Jerry Schatzberg est né dans une famille juive de fourreurs et a grandi dans le Bronx.
Il est photographe de mode estimé dans les années 1960 pour des magazines tels que Vogue, Esquire, Cosmopolitan, Life. Une de ses réalisations photographiques les plus connues est la pochette de l'album Blonde on Blonde de Bob Dylan (1966); un ouvrage regroupant les photos de Dylan prises par Schatzberg est publié en 2006 par Genesis Publications sous le nom Thin Wild Mercury.
En 1970, il réalise son premier long métrage Portrait d'une enfant déchue (Puzzle of a Downfall Child) où Faye Dunaway interprète une ancienne mannequin célèbre, dont la vie est entrée dans une spirale infernale de toxicomanie et de dépression nerveuse. Son deuxième film, Panique à Needle Park (The Panic in Needle Park, 1971) dépeint la vie d'un groupe d'héroïnomanes à New York. Son troisième film, L'Épouvantail (Scarecrow) remporte la Palme d'or au Festival de Cannes 1973.
Il est exposé aux Rencontres d'Arles en 2008 et nommé au prix Découverte.
En 2022, Pierre Filmon réalise un documentaire sur son univers photographique et cinématographique intitulé Jerry Schatzberg, portrait paysage, sélection à la 79e Mostra de Venise.

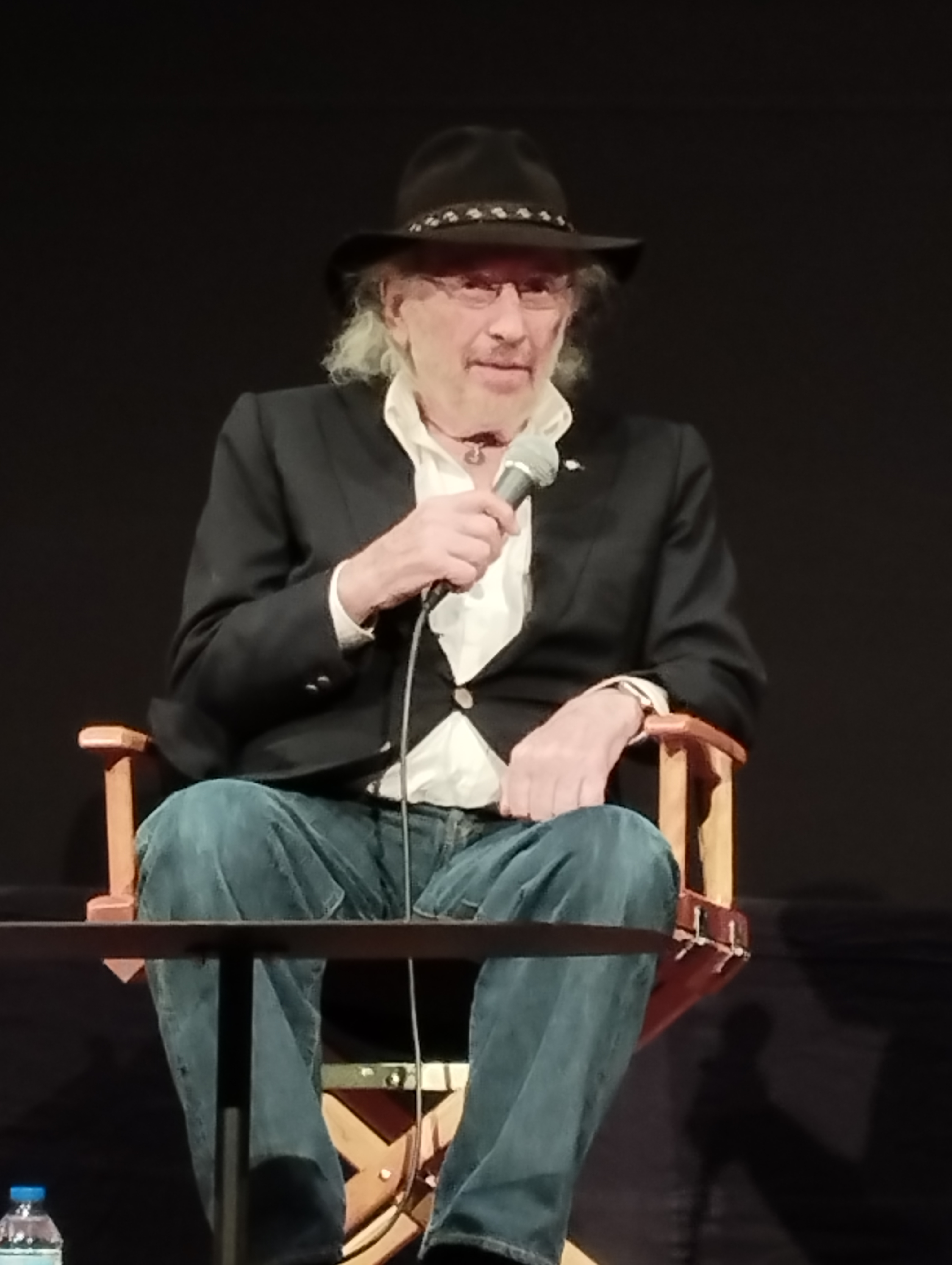
Jerry Schatzberg présentant Portrait d'une enfant déchue à la Cinémathèque française, le 5 septembre 2023.

En 2023, le festival du film américain de Deauville puis la Cinémathèque française lui rendent un hommage en sa présence.
Il était l'époux de la comédienne franco-américaine Maureen Kerwin, de 1983 à 1998.

## Filmographie

### Réalisateur
- 1970 : Portrait d'une enfant déchue (Puzzle of a Downfall Child)[5]
- 1971 : Panique à Needle Park (The Panic in Needle Park)
- 1973 : L'Épouvantail (Scarecrow)
- 1976 : Vol à la tire (Sweet Revenge)
- 1979 : La Vie privée d'un sénateur (The Seduction of Joe Tynan)
- 1980 : Show Bus (Honeysuckle Rose)
- 1984 : Besoin d'amour (Misunderstood)
- 1984 : Pris sur le vif (No Small Affair) - Film vidéo
- 1987 : La Rue (Street Smart)
- 1988 : Clinton and Nadine - Film TV
- 1989 : L'Ami retrouvé (Reunion)
- 1995 : Lumière et Compagnie - Film documentaire
- 2000 : The Day the Ponies Come Back

### Scénariste
- 1970 : Portrait d'une enfant déchue (Puzzle of a Downfall Child)
- 2000 : The Day the Ponies Come Back

### Intervenant dans un documentaire
- 2003 : A Decade Under the Influence de Ted Demme et Richard LaGravenese
- 2017 : We Blew It de Jean-Baptiste Thoret
- 2022 : Jerry Schatzberg, portrait paysage de Pierre Filmon

## Distinctions

### Festival de Cannes
- Festival de Cannes 1973 : Palme d'Or pour L'Épouvantail

### Festival international du film d'Istanbul
- 1999 : Prix d'honneur pour l'ensemble de sa carrière